# Mitch Firth
Mitchell "Mitch" Firth es un actor australiano, más conocido por haber interpretado a Seb Miller en la serie Home and Away.

## Carrera
En el 2000 apareció como invitado en la serie médica All Saints donde interpretó a Cameron.
El 21 de junio del 2001 se unió al elenco de la popular serie australiana Home and Away donde interpretó a Sebastian "Seb" Miller el hijo de Alan Fisher hasta el 28 de abril del 2004 luego de que su personaje decidiera irse y mudarse a Whitsundays con Donald Fisher.

## Filmografía
Series de televisión
| Año         | Serie         | Personaje        | Notas                        |
| ----------- | ------------- | ---------------- | ---------------------------- |
| 2001 - 2004 | Home and Away | Sebastian Miller | 35 episodios                 |
| 2000        | All Saints    | Cameron          | episodio "First Do No Harm " |

Películas
| Año  | Título     | Personaje | Notas                                                                                          |
| ---- | ---------- | --------- | ---------------------------------------------------------------------------------------------- |
| 2010 | Twenty Ten | Felix     | junto a Megan Alston, Adam Cleland, Emma Leonard, Phoebe Leonard & Ayeshah Rose                |
| 2010 | Game On    | -         | corto - junto a Andrew Cutcliffe, Chris Leaney, Emma Leonard, Phoebe Leonard & Jimmy Seargeant |

Coordinador
| Año  | Película        | Notas                     |
| ---- | --------------- | ------------------------- |
| 2010 | The Nothing Men | coordinador de producción |

Teatro
| Año  | Obra                                                       | Personaje | Director (a) | Teatro                  | Notas                                               |
| ---- | ---------------------------------------------------------- | --------- | ------------ | ----------------------- | --------------------------------------------------- |
| 2010 | Tom and Nicole                                             | -         | Byron Kaye   | -                       | junto a Megan Alston & Richard Cornally             |
| 2008 | Angry Young Women in Low-Rise Jeans with High-Class Issues | -         | Byron Kaye   | Old Fitz. Hotel Theatre | junto a Megan Alston, Emma Leonard & Phoebe Leonard |